# بيت تسكنه سمرة (مسلسل)
بيت تسكنه سمرة هو مسلسل درامي عائلي كويتي، عرض لأول مرة في 10 يناير 1997، من إخراج عبد العزيز العرفج، ومن تأليف فاطمة حسين، ومن بطولة حياة الفهد، وسلمان الياسين، وحسين المنصور.

## القصة
في عائلة أبو خالد المنتمية للطبقة المتوسطة نجد الأم سمرة وزوجها وأبنائها وهي تحاول حل مشاكلهم، حيث إن خالد يعاني من مشاكل في الإنجاب مع زوجته نورة، وعالية تعاني من أم زوجها وتسلطها، سلوى تواجه خطرالعنوسة التي لا تراها مشكلة وتشغل نفسها في استكمال مسيرتها العلمية والعملية، علي شاب يحب المظاهر ويشتغل في مجال الأعمال الحرة، سعود يواجه مشكلة الفهم الخطأ للدين، وسمر أصغر الأبناء الشقية التي تتعرض لحاله حب فاشلة.

## روابط خارجية
- بيت تسكنه سمرة (مسلسل) على موقع قاعدة بيانات الأفلام العربية